# Niels Boysen

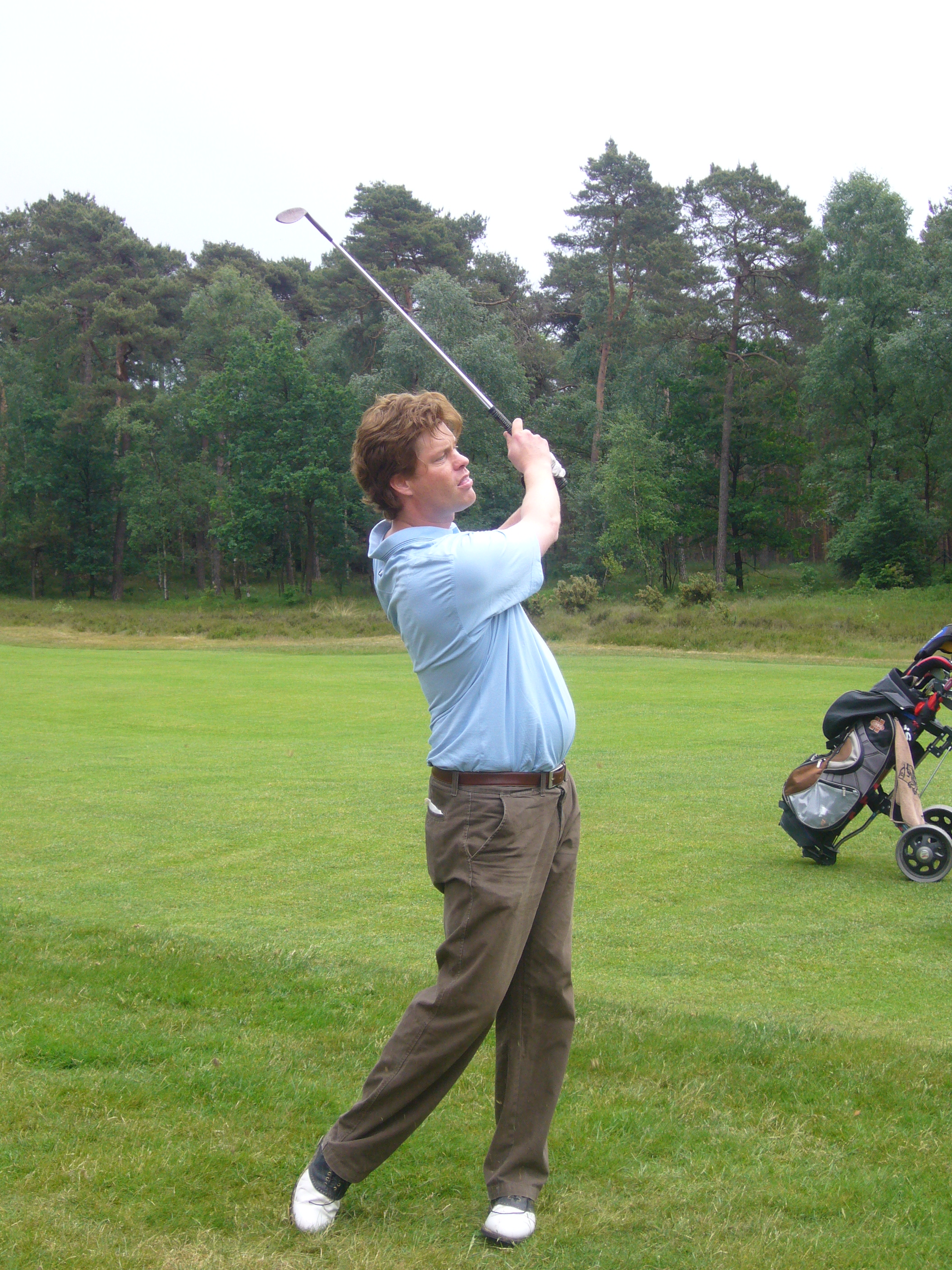
Nationaal Open 2008

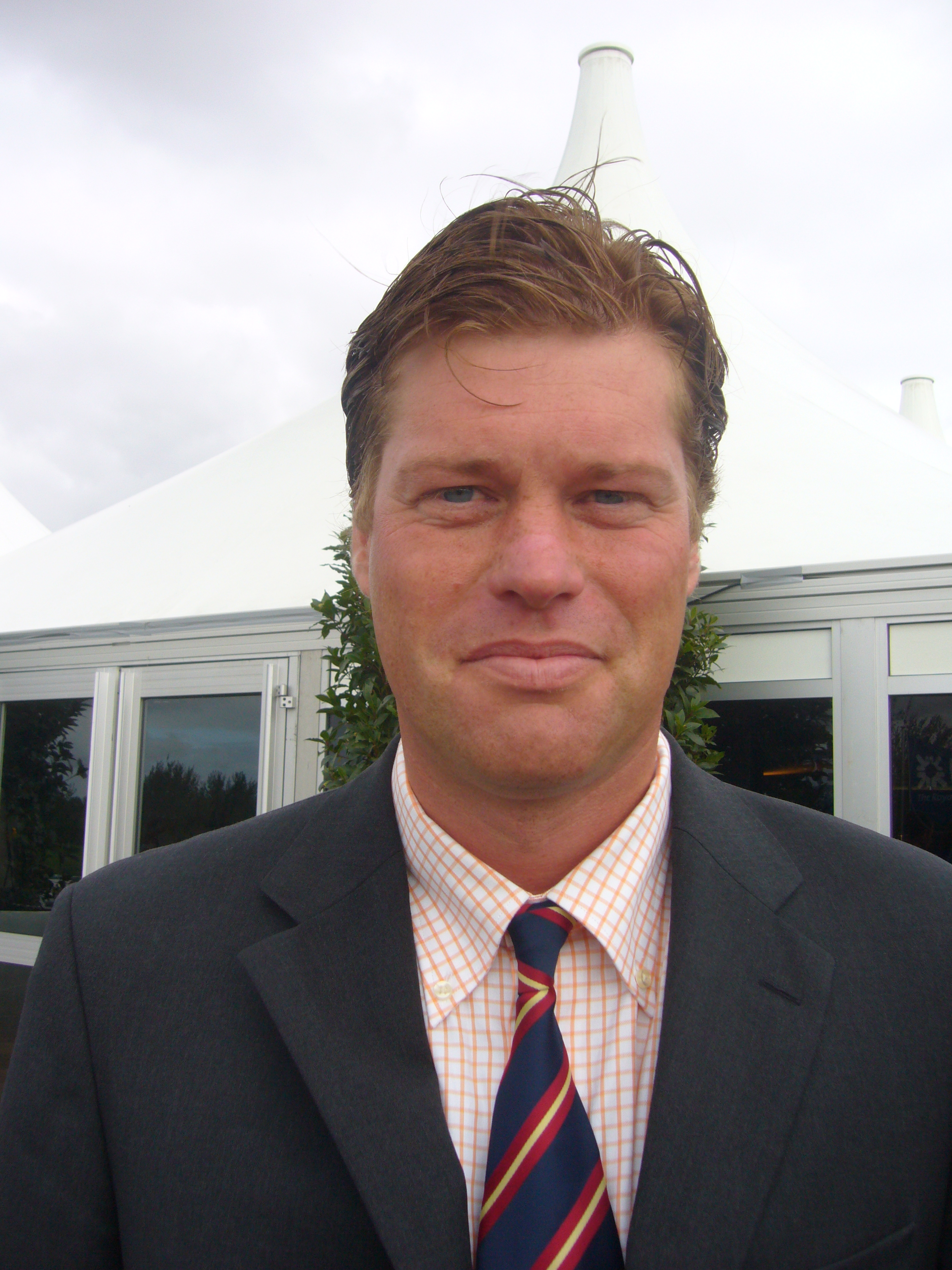
Toernooidirecteur

Niels Boysen is een Nederlandse golfer.

## Amateur
Niels Boysen is jarenlang een van de top-golfamateurs in Nederland geweest; hij heeft regelmatig aan het Dutch Open meegedaan, en Nederland in het buitenland vertegenwoordigd.
Op 26 juni 2006 doet hij met Jeroen Brouwer, Gordon Machielsen, Jeroen Stevens een recordpoging om 200 holes in 12 uur te spelen. De opbrengst is bestemd voor Net4kids.

### Gewonnen
- 1990: Jeugd Open op Toxandria
- 1996: Nationaal Open

### Teams
In 1996, 1998 en 2000 speelt Boysen in het Nederlandse team de Eisenhower Trophy. In 1996 eindigt Nederland in de Filipijnen op de 14de plaats, in 1998 in Chili op de 15de plaats, in 2000 in Berlijn op de 11de plaats.
- Eisenhower Trophy: 1996, 1998 en 2000

## Zijn werk
Tijdens het KLM Open in 2004 is hij een van de verslaggevers voor BNR Radio, die tijdens het gehele toernooi lokaal nieuws bijhoudt voor de toeschouwers op de baan. Het is voor het eerst dat in Nederland vergunning wordt verleend voor een golfevenementenzender.
Boysen is directeur van Golf Team Holland en sinds 2007 toernooidirecteur van de Dutch Futures.